# Ramsund
Ramsund is een dorp in de gemeente Tjeldsund in de provincie Troms, Noorwegen. Het is gelegen aan de oostelijke oever van de Ramsundet zeestraat, net ten zuiden van de Ramsundbrug. Het dorp is 0,56 vierkante meter groot en heeft een bevolking van 305. De bevolkingsdichtheid is 545 inwoners per vierkante kilometer. De kapel van Ramsund bevindt zich in dit dorp. Er is ook een militaire basis die ten zuiden van het dorp ligt.